# Diego Amozurrutia
Diego Amozurrutia Torres Landa (Ciudad de México, 31 de agosto de 1990) es un actor mexicano.

## Carrera
En 2002, a los doce años de edad, ingresó a los DVD´S Cómplices al rescate: Silvana, Cómplices al rescate: Mariana y Cómplices al rescate: El gran final, de la telenovela Cómplices al rescate protagonizada por Belinda. De ese se desprendió Cómplices al rescate. Posteriormente, persiguió una carrera como actor, ingresando al CEA de Televisa, donde consiguió su primer trabajo en un episodio de la serie Rebelde.
Trabajó para el FOX en el episodio: «Diva» de la serie Tiempo Final 3.ª temporada. Interpretó a Josué Huerta en Mi pecado, trabajando junto con Maite y Eugenio Siller. En 2010, intervino en Llena de amor. Un año después, en 2011, participó en la telenovela Amorcito corazón.
En 2013, firmó un contrato con Warner Bros. para interpretar a Daniel Parra, el papel protagónico de la serie Gossip Girl Acapulco. En 2014, protagonizó el musical Hoy no me puedo levantar, donde interpretó a Colate. Tiempo después se integró como el villano juvenil a la telenovela producida por Televisa Quiero amarte, compartiendo créditos con Karime Lozano y Christian de la Fuente.

## Discografía

### Álbumes
| Año  | Nombre de álbum                     | Tipo                          | Conjunto      |
| ---- | ----------------------------------- | ----------------------------- | ------------- |
| 2002 | Cómplices al rescate: Mariana       | Banda Sonora                  | Los Cómplices |
| 2002 | Cómplices al rescate: Silvana       | Banda sonora                  | Los Cómplices |
| 2002 | Cómplices al rescate: El gran final | Banda sonora                  | Los Cómplices |
| 2002 | Cómplices al rescate                | Álbum compilatorio            | Los Cómplices |
| 2002 | Canta con Cómplices al Rescate      | Álbum de versiones de Karaoke | Los Cómplices |

### Sencillos
- 2002 (Cómplices al rescate la canción)

## Filmografía

### Cine
| Año  | Título           | Papel   |
| ---- | ---------------- | ------- |
| 2008 | Divina confusión | Cupido  |
| 2020 | Cindy la Regia   | Eduardo |

### Televisión
| Año       | Título                        | Papel                           |
| --------- | ----------------------------- | ------------------------------- |
| 2002      | Cómplices al rescate          | Doble de Roberto                |
| 2004      | Rebelde                       | Andrés                          |
| 2009      | Mi pecado                     | Josué Huerta Almada             |
| 2009      | La rosa de Guadalupe          | Juan                            |
| 2010      | Tiempo final 3                | Mario                           |
| 2010-2011 | Llena de amor                 | Axel Ruiz y de Teresa Curiel    |
| 2011      | Como dice el dicho            | Gerardo                         |
| 2011-2012 | Amorcito corazón              | Juan Francisco «Juancho» Pinzón |
| 2013      | Gossip Girl Acapulco          | Daniel Parra                    |
| 2013-2014 | Quiero amarte                 | Ulises Arteaga                  |
| 2016      | Entre correr y vivir          | Guillermo Aldana                |
| 2019      | Cuna de lobos                 | Alejandro Larios Creel          |
| 2022-2023 | Cabo                          | Eduardo Torres Alarcón          |
| 2023      | El príncipe del barrio        | Invitado                        |
| 2023      | Mira quien baila: La revancha | Concursante                     |
| 2024      | Lalola                        | Lalo                            |

## Premios y nominaciones

### Premios TVyNovelas
| Año  | Categoría                       | Telenovela       | Resultado |
| ---- | ------------------------------- | ---------------- | --------- |
| 2012 | Mejor actor protagónico juvenil | Amorcito Corazón | Nominado  |
| 2011 | Mejor actor protagónico juvenil | Llena de amor    | Nominado  |
| 2010 | Mejor actor revelación          | Mi pecado        | Nominado  |